# شارل الأول، كونت نيفير
شارل الأول، كونت نيفير (1414 - 25 مايو 1464) كان كونت نيفير وريثل؛ هو الأبن البكر لـ فيليب الثاني، كونت نيفير وبون من أرتوا.
كانت هناك محاولة ممارسة السحر على شارل أثناء إقامته عند فيليب الثالث الطيب، دوق بورغندي، من خلال جعل شارل، كونت شاروليه وريثه، مع ذلك فر إلى فرنسا، وتوفي بعد بذلك بفترة وجيزة.
تزوج من ماري دي ألبرت أبنة شارل الثاني دي ألبرت في 11 يونيو 1456؛ لم تنجب له أبناء، وخلفه شقيقه جان.